# 石星川
石 星川（せき せいせん）は中華民国の軍人・政治家。湖北軍の軍人。後に中華民国維新政府、南京国民政府（汪兆銘政権）の要人となった。原名は承楷、字は敦人。号は漢舫、参人。

## 事跡
黄州府興国州墈頭石高村（現：陽新県七峰郷）出身、のち興国州城（現：陽新県興国鎮）。幼少期より文武両道で科挙を受けたが落第したため、湖北新軍工程営に入隊。成績優秀だったため、武昌の湖北武普通中学堂にて領班兼助教として派遣される。
1903年（光緒29年）秋、日本に留学して、東京振武学校に入学。陸軍士官学校第4期歩兵科進学。同時期に中国同盟会に入っている。を卒業した近衛歩兵第4連隊で士官候補生として勤務。1908年に帰国後は、湖北陸軍小学堂副監督。陸軍部の推薦で陳宧が統制官（師団長）を務める東北新軍第20鎮にて第79標（錦州駐屯）標統、第80標標統を歴任している。
辛亥革命が勃発すると、石星川は帰郷して湖北軍政府に参加し湖北陸軍第一混成旅旅長、中華民国成立後は、武昌の第1師師長に任ぜられた。1913年（民国2年）、中将。1915年（民国4年）12月、袁世凱が皇帝に即位すると、石星川は二等男爵の位を授けられている。
1917年（民国6年）11月、石星川は護法運動に呼応し、黎天才率いる湖北靖国軍で副総司令兼第1軍軍長となった。しかし翌年1月、湖北督軍王占元に敗北して、四川省との境に逃れ、しばらくここに割拠する。1921年（民国10年）、四川軍の攻撃に敗れ、地盤を追われた。1923年（民国12年）2月、北京政府から平威将軍の地位を授与されている。同じく名ばかりの将軍7人と「将軍団」を結成し、以降実業家として漢口の日本租界で寓居した。
1938年（民国27年）10月、武漢が日本により陥落する。日本の支持を受けた石星川は、中華民国維新政府において武漢市参議府副議長に任ぜられた。年末には議長に昇進した。1939年4月、兼政務訓練院院長。
汪兆銘（汪精衛）の南京国民政府が成立した後の1940年（民国29年）5月、石星川は中江実業銀行董事長、総裁となる。また同月、何佩瑢が結成した共和党に加入し、副総裁に任命されている。しかし同年12月、共和党は解散された。翌年、石は中国国民党中央執行委員、全国経済委員会委員、豫鄂贛三省財政整理委員会主任委員に任ぜられた。1943年（民国32年）10月、漢口特別市市長に任ぜられている。何佩瑢、張仁蠡、雷寿栄と湖北省“四大漢奸”と称された。
日本敗北後、蔣介石の国民政府により漢奸として逮捕された。1946年（民国35年）4月7日、湖北省高等法院より死刑判決を下される。商震によって1948年（民国37年）に無期懲役に減刑されたが、精神に異常をきたし錯乱状態のまま同年7月22日に獄死した。享年69。